# Hypognatha elaborata
Hypognatha elaborata is een spinnensoort in de taxonomische indeling van de wielwebspinnen (Araneidae).
Het dier behoort tot het geslacht Hypognatha. De wetenschappelijke naam van de soort werd voor het eerst geldig gepubliceerd in 1953 door Arthur Merton Chickering.